# Альянс либералов и демократов (Румыния)
Альянс либералов и демократов (рум. Alianța Liberalilor și Democraților, АЛДЕ) — бывшая политическая партия в Румынии.

## История
Партия была основана 19 июня 2015 г. в результате слияния либеральной Реформаторской партии (ЛРП) и Партии консерваторов (ПК). 19 ноября 2015 года группа была принята в альянс либералов и демократов за Европу.
В 2022 г. вошла в состав Национальной либеральной партии.

## Известные члены
- Теодор Мелешкану,  министр иностранных дел Румынии.
- Кэлин Попеску-Тэричану (рум. Călin Popescu-Tăriceanu). Президент Сената Румынии (с 10 марта 2014 года), премьер-министр Румынии с 2004 по 2008 год.